# Danny Rubin
Danny Rubin (1957) è uno sceneggiatore statunitense.
Autore del soggetto di Ricomincio da capo, ha ottenuto nel 1994, insieme a Harold Ramis, il Saturn Award per la miglior sceneggiatura e il BAFTA alla migliore sceneggiatura originale. Dal film interpretato da Bill Murray è stato tratto un remake con Antonio Albanese dal titolo È già ieri e il musical Groundhog Day.
Ha collaborato alla sceneggiatura di S.F.W. - So Fucking What, diretto da Jefery Levy, e ha recitato in Quel pazzo venerdì.